# Alessandria Unione Sportiva 1938-1939
Questa pagina raccoglie le informazioni riguardanti l'Alessandria Unione Sportiva nelle competizioni ufficiali della stagione 1938-1939.

## Stagione
Nella stagione 1938-1939 l'Alessandria disputò il secondo campionato di Serie B della sua storia.

## Divise
| 1ª divisa |

## Organigramma societario
Area direttiva
- Presidente: Primo Polenghi
- Consiglieri: L. Grignolio, G. Mazzoleni, Luigi Melchionni e Mario Moccagatta

Area organizzativa
- Segretario: Vittorio Rangone

Area tecnica
- Allenatore: Renato Cattaneo

Area sanitaria
- Massaggiatore: Giovanni Bo

## Rosa
| N. |                   | Ruolo | Calciatore        |
| -- | ----------------- | ----- | ----------------- |
|    | Italia (bandiera) | P     | Bruno Cassetti    |
|    | Italia (bandiera) | P     | Agostino Cerruti  |
|    | Italia (bandiera) | P     | Vittorio Mornese  |
|    | Italia (bandiera) | D     | Giovanni Bigando  |
|    | Italia (bandiera) | D     | Umberto Lombardo  |
|    | Italia (bandiera) | D     | Ermanno Montanari |
|    | Italia (bandiera) | D     | Aldo Pernigotti   |
|    | Italia (bandiera) | D     | Franco Petermann  |
|    | Italia (bandiera) | D     | Giuseppe Turino   |
|    | Italia (bandiera) | C     | Luigi Vitto       |
|    | Italia (bandiera) | C     | Luigi Caligaris   |
|    | Italia (bandiera) | C     | Renato Cattaneo   |

| N. |                   | Ruolo | Calciatore        |
| -- | ----------------- | ----- | ----------------- |
|    | Italia (bandiera) | C     | Luigi Cresta      |
|    | Italia (bandiera) | C     | Ferruccio Ghidini |
|    | Italia (bandiera) | C     | Pasquale Parodi   |
|    | Italia (bandiera) | C     | Mario Pochettini  |
|    | Italia (bandiera) | A     | Riccardo Di Santo |
|    | Italia (bandiera) | A     | Arrigo Fibbi      |
|    | Italia (bandiera) | A     | Renato Ghezzi     |
|    | Italia (bandiera) | A     | Armando Massiglia |
|    | Italia (bandiera) | A     | Mario Pietruzzi   |
|    | Italia (bandiera) | A     | Luciano Robotti   |
|    | Italia (bandiera) | A     | Dante Taverna     |
|    | Italia (bandiera) | A     | Pietro Varona     |

## Risultati

### Serie B

#### Girone di andata
| Arbitro: | Pirovano (Monza) |

|           |           |  |
| Fibbi 22’ | Marcatori |  |

| Arbitro: | Saracini (Ancona) |

|            |           |  |
| Icardi 75’ | Marcatori |  |

| Arbitro: | Carminati (Milano) |

|                                          |           |             |
| Ghezzi 9’, 53’ Massiglia 27’ Robotti 70’ | Marcatori | 11’ Bermone |

| Arbitro: | Magrini (Perugia) |

|                                |           |            |
| Valese 23’, 51’ Bergonzini 71’ | Marcatori | 33’ Parodi |

| Arbitro: | Mazzarini (Roma) |

|            |           |             |
| Celant 69’ | Marcatori | 43’ Robotti |

| Arbitro: | Ceccherini (Como) |

|              |           |                           |
| Di Santo 44’ | Marcatori | 43’ Scategni 89’ Nicolosi |

| Arbitro: | Gnocchini (Roma) |

|                              |           |              |
| Cristina 4’, 18’ Fiorini 71’ | Marcatori | 72’ Di Santo |

| Arbitro: | Scotto (Savona) |

|                                                |           |  |
| Meregalli 27’ (aut.) Robotti 31’ Massiglia 72’ | Marcatori |  |

| Arbitro: | Forni (Trento) |

|                                                |           |  |
| Massiglia 37’ Ghidini 43’ Cresta 54’ Fibbi 80’ | Marcatori |  |

| Arbitro: | Scotto (Savona) |

|                                                          |           |             |
| Cappello IV 26’ Chinol 29’ Orzan II 50’ Menti I 60’, 65’ | Marcatori | 46’ Robotti |

| Arbitro: | Biancone (Roma) |

|                           |           |            |
| Massiglia 14’ Robotti 50’ | Marcatori | 72’ Longhi |

| Arbitro: | Salvatori (Roma) |

|  |           |               |
|  | Marcatori | 81’ Pietruzzi |

| Arbitro: | Limido (Milano) |

|  |           |           |
|  | Marcatori | 90’ Lenzi |

| Arbitro: | Fois (Roma) |

|                             |           |             |
| Coverlizza 2’ Ghiglione 11’ | Marcatori | 60’ Robotti |

| Arbitro: | Neri (Vicenza) |

|              |           |  |
| Villotti 80’ | Marcatori |  |

| Arbitro: | Ciamberlini (Sampierdarena) |

|                         |           |                          |
| Cattaneo 25’ Cresta 41’ | Marcatori | 60’, 69’ (rig.) Menti II |

| Arbitro: | Pizziolo (Firenze) |

|              |           |              |
| Corbetta 87’ | Marcatori | 11’ Cattaneo |

#### Girone di ritorno
| Arbitro: | Soliani (Genova) |

|              |           |  |
| Corbelli 59’ | Marcatori |  |

| Arbitro: | Forni (Trento) |

|                                |           |  |
| Pietruzzi 40’, 69’ Taverna 79’ | Marcatori |  |

| Arbitro: | Zelocchi (Modena) |

|                                               |           |                             |
| Nicolini 10’ Faccenda 17’ Bertoni II 31’, 66’ | Marcatori | 38’ Massiglia 70’ Pietruzzi |

| Arbitro: | Pirovano (Monza) |

|                                              |           |                 |
| Massiglia 20’, 69’ Pietruzzi 63’ Taverna 75’ | Marcatori | 80’ Sallustro I |

| Arbitro: | Leoni (Milano) |

|             |           |              |
| Taverna 48’ | Marcatori | 27’ Di Falco |

| Arbitro: | Forni (Treviso) |

|                            |           |                        |
| Perrucci 43’ Cominelli 80’ | Marcatori | 14’ (aut.) Ciancamerla |

| Arbitro: | Salvatori (Roma) |

|                                          |           |  |
| Parodi 31’ Cresta 50’ Massiglia 56’, 70’ | Marcatori |  |

| La Spezia 2 aprile 1939 25ª giornata | Spezia        | 0 – 0 referto | Alessandria | Stadio Alberto Picco (4.500 spett.)\| Arbitro: \| Ronzio (Roma) \| |
| Arbitro:                             | Ronzio (Roma) |               |             |                                                                    |

| Arbitro: | Gorini (Milano) |

|             |           |            |
| Carelli 89’ | Marcatori | 78’ Parodi |

| Arbitro: | Fois (Roma) |

|            |           |  |
| Robotti 1’ | Marcatori |  |

| Arbitro: | Forni (Treviso) |

|             |           |                               |
| Sabaini 77’ | Marcatori | 7’, 36’ Massiglia 62’ Robotti |

| Arbitro: | Neri (Vicenza) |

|                      |           |              |
| Petermann 20’ (rig.) | Marcatori | 30’ Alberico |

| Arbitro: | Coletti (Treviso) |

|                         |           |               |
| Renoldi 52’ Bandini 68’ | Marcatori | 63’ Massiglia |

| Arbitro: | Carpani (Milano) |

|                                            |           |  |
| Petermann 59’ (rig.) Varona 73’ Cresta 90’ | Marcatori |  |

| Arbitro: | Pizziolo (Firenze) |

|                                        |           |  |
| Petermann 9’ (rig.) Pietruzzi 16’, 25’ | Marcatori |  |

| Arbitro: | Marsciani (Modena) |

|                                                       |           |               |
| Tagliasacchi 22’ Menti II 43’, 48’ (rig.) Celoria 60’ | Marcatori | 88’ Caligaris |

| Arbitro: | Ghetti (Modena) |

|                                                 |           |                    |
| Pietruzzi 4’ Robotti 25’ Varona 35’ Taverna 40’ | Marcatori | 3’ (rig.) Corbetta |

### Coppa Italia

#### Terzo turno eliminatorio
| Arbitro: | Limido (Milano) |

|                                             |           |                               |
| Gambino 4’ Quario 22’ Biraghi 80’ Donna 89’ | Marcatori | 12’, 55’ Pietruzzi 30’ Ghezzi |

## Statistiche

### Statistiche di squadra
| Competizione | Punti | In casa | In casa | In casa | In casa | In casa | In casa | In trasferta | In trasferta | In trasferta | In trasferta | In trasferta | In trasferta | Totale | Totale | Totale | Totale | Totale | Totale | DR  |
| Competizione | Punti | G       | V       | N       | P       | Gf      | Gs      | G            | V            | N            | P            | Gf           | Gs           | G      | V      | N      | P      | Gf     | Gs     | DR  |
| ------------ | ----- | ------- | ------- | ------- | ------- | ------- | ------- | ------------ | ------------ | ------------ | ------------ | ------------ | ------------ | ------ | ------ | ------ | ------ | ------ | ------ | --- |
| Serie B      | 35    | 17      | 12      | 3       | 2       | 41      | 11      | 17           | 2            | 4            | 11           | 16           | 32           | 34     | 14     | 7      | 13     | 57     | 43     | +14 |
| Coppa Italia |       | -       | -       | -       | -       | -       | -       | 1            | 0            | 0            | 1            | 3            | 4            | 1      | 0      | 0      | 1      | 3      | 4      | -1  |
| Totale       |       | 17      | 12      | 3       | 2       | 41      | 11      | 18           | 2            | 4            | 12           | 19           | 36           | 35     | 14     | 7      | 14     | 60     | 47     | +13 |

### Statistiche dei giocatori
| Giocatore     | Serie B  | Serie B | Serie B     | Serie B    | Coppa Italia | Coppa Italia | Coppa Italia | Coppa Italia | Totale   | Totale | Totale      | Totale     |
| Giocatore     | Presenze | Reti    | Ammonizioni | Espulsioni | Presenze     | Reti         | Ammonizioni  | Espulsioni   | Presenze | Reti   | Ammonizioni | Espulsioni |
| ------------- | -------- | ------- | ----------- | ---------- | ------------ | ------------ | ------------ | ------------ | -------- | ------ | ----------- | ---------- |
| G. Bigando    | 34       | 0       | ?           | ?          | 1            | 0            | ?            | ?            | 35       | 0      | ?           | ?          |
| L. Caligaris  | 23       | 1       | ?           | ?          | -            | -            | -            | -            | 23       | 1      | 0+          | 0+         |
| B. Cassetti   | 29       | -37     | ?           | ?          | 1            | -4           | ?            | ?            | 30       | -41    | ?           | ?          |
| R. Cattaneo   | 3        | 2       | ?           | ?          | -            | -            | -            | -            | 3        | 2      | 0+          | 0+         |
| A. Cerruti    | 4        | -5      | ?           | ?          | -            | -            | -            | -            | 4        | -5     | 0+          | 0+         |
| Corazza       | -        | -       | -           | -          | 1            | 0            | ?            | ?            | 1        | 0      | 0+          | 0+         |
| L. Cresta     | 27       | 4       | ?           | ?          | -            | -            | -            | -            | 27       | 4      | 0+          | 0+         |
| R. Di Santo   | 8        | 4       | ?           | ?          | 1            | 0            | ?            | ?            | 9        | 4      | ?           | ?          |
| A. Fibbi      | 30       | 2       | ?           | ?          | -            | -            | -            | -            | 30       | 2      | 0+          | 0+         |
| R. Ghezzi     | 15       | 1       | ?           | ?          | 1            | 1            | ?            | ?            | 16       | 2      | ?           | ?          |
| F. Ghidini    | 30       | 1       | ?           | ?          | -            | -            | -            | -            | 30       | 1      | 0+          | 0+         |
| U. Lombardo   | 2        | 0       | ?           | ?          | -            | -            | -            | -            | 2        | 0      | 0+          | 0+         |
| G. Martina    | -        | -       | -           | -          | 1            | 0            | ?            | ?            | 1        | 0      | 0+          | 0+         |
| A. Massiglia  | 32       | 11      | ?           | ?          | -            | -            | -            | -            | 32       | 11     | 0+          | 0+         |
| V. Mornese    | 1        | -1      | ?           | ?          | -            | -            | -            | -            | 1        | -1     | 0+          | 0+         |
| P. Parodi     | 31       | 4       | ?           | ?          | -            | -            | -            | -            | 31       | 4      | 0+          | 0+         |
| A. Pernigotti | 1        | 0       | ?           | ?          | -            | -            | -            | -            | 1        | 0      | 0+          | 0+         |
| F. Petermann  | 16       | 4       | ?           | ?          | -            | -            | -            | -            | 16       | 4      | 0+          | 0+         |
| M. Pietruzzi  | 18       | 7       | ?           | ?          | 1            | 2            | ?            | ?            | 19       | 9      | ?           | ?          |
| M. Pochettini | 1        | 0       | ?           | ?          | 1            | 0            | ?            | ?            | 2        | 0      | ?           | ?          |
| Rivietto      | -        | -       | -           | -          | 1            | 0            | ?            | ?            | 1        | 0      | 0+          | 0+         |
| L. Robotti    | 25       | 10      | ?           | ?          | -            | -            | -            | -            | 25       | 10     | 0+          | 0+         |
| D. Taverna    | 10       | 4       | ?           | ?          | -            | -            | -            | -            | 10       | 4      | 0+          | 0+         |
| G. Turino     | 6        | 0       | ?           | ?          | 1            | 0            | ?            | ?            | 7        | 0      | ?           | ?          |
| P. Varona     | 14       | 2       | ?           | ?          | 1            | 0            | ?            | ?            | 15       | 2      | ?           | ?          |
| L. Vitto      | 12       | 0       | ?           | ?          | -            | -            | -            | -            | 12       | 0      | 0+          | 0+         |